# 泰西映画
泰西映画株式会社（たいせいえいが-、Taisei Eiga Co., Ltd., 1920年代 創立 - 1960年1月 吸収合併）は、かつて存在した日本の映画会社である。東急レクリエーションの前身の1社である。

## 略歴・概要
時期は不明であるが、第二次世界大戦前のサイレント映画の時代、「小山商会映画部泰西映画社」としてロイド・ベーコン監督の『間諜』を公開している記録がある。
戦後、1952年（昭和27年）8月7日、新東宝との共同配給でロベルト・アドルフ・シュテムレ監督の『ベルリン物語』を公開している。ニッポンシネマコーポレーション（NCC）、東和映画（現在の東宝東和）、新外映、映配、東急文化会館映画部（現在の東急レクリエーション）と共同配給を多く行った。
専務取締役であった坂梨健雄が代表取締役に就任し、1960年（昭和35年）初頭に発行された『映画年鑑 1960』には、坂梨を代表取締役として名刺広告を掲載したが、同年3月1日、東急文化会館に吸収合併されて消滅した。東急文化会館は、泰西映画の輸入配給を引き継ぎ、1966年（昭和41年）11月1日、新日本興業に吸収合併され、1969年（昭和44年）6月26日には、新日本興業は「東急レクリエーション」に商号を変更した。

## おもなフィルモグラフィ
キネマ旬報映画データベースに見られる配給作品の一覧であり、日本での配給作品のみである。日本公開順。
- 『間諜』 The Heart of Maryland : 監督ロイド・ベーコン、主演ドロレス・コステロ、1927年 アメリカ合衆国製作、公開年不明 - 小山商会映画部泰西映画社
- 『巌窟王』 Monte Cristo : 監督アンリ・フェスクール、主演ジャン・アンジェロ、1929年 フランス製作、公開年不明

- 『ベルリン物語』 Berliner Ballade : 監督ロベルト・アドルフ・シュテムレ、主演ゲルト・フレーベ、1948年 西ドイツ製作、1952年8月7日公開 - 共同配給新東宝
- 『ジャングルの決死行』 Kautschuk : 監督エドゥアルト・フォン・ボルゾディ、主演ルネ・デルトゲン、1938年 ドイツ製作、1954年6月19日公開 - 共同配給NCC
- 『さんざめく舞踏会の夜』 Es war eine rauschende Ballnacht : 監督カール・フレーリッヒ、主演ツァラー・レアンダー、1939年 ドイツ製作、1954年11月9日公開 - 共同配給東和
- 『バルテルミーの大虐殺』 La Reine Margot : 監督ジャン・ドレヴィル、主演ジャンヌ・モロー、1954年 フランス製作、1955年3月29日公開 - 共同配給新外映
- 『肉体の怒り』 La Rage au corps : 監督ラルフ・アビブ、主演フランソワーズ・アルヌール、1954年 フランス製作、1955年10月14日公開 - 共同配給東和
- 『〇八/一五』 08/15 : 監督パウル・マイ、主演ヘレーネ・ヴィタ、1955年 ドイツ製作、1956年1月4日公開 - 共同配給映配
- 『フルフル』 Frou-Frou : 監督アウグスト・ジェニーナ、主演ダニー・ロバン、1955年 フランス製作、1956年8月14日公開 - 共同配給新外映
- 『崖』 Il Bidone : 監督フェデリコ・フェリーニ、主演ブローデリック・クロウフォード、1957年 イタリア/ フランス製作、1958年2月22日公開 - 共同配給新外映
- 『絶体絶命』（ピンチ） Le Dos au mur : 監督エドゥアール・モリナロ、主演ジェラール・ウーリー、1958年 フランス製作、1959年1月22日公開 - 共同配給新外映
- 『すずらん祭』 Le Pere et l'Enfant : 監督ルイス・サスラフスキー、主演イヴ・モンタン、1958年 フランス/ イタリア製作、1959年6月11日公開 - 共同配給東急
- 『彼奴を殺せ』 Un témoin dans la ville : 監督エドゥアール・モリナロ、主演リノ・ヴァンチュラ、1959年 フランス製作、1960年4月22日公開 - 共同配給東急

## 註
1. ↑  間諜、キネマ旬報映画データベース、2010年8月2日閲覧。
2. 1 2 3 4  キネマ旬報映画データベース、2010年8月2日閲覧。
3. ↑  『映画年鑑 1960』、時事映画通信社、1960年、p.583.
4. 1 2  会社沿革、東急レクリエーション、2010年8月2日閲覧。